# Secrétariat d’État à la formation, à la recherche et à l’innovation
Le Secrétariat d'État à la formation, à la recherche et à l'innovation (SEFRI) est un organe du Département fédéral de l'économie, de la formation et de la recherche créé en 2013 qui coordonne la politique de formation, de recherche et d'innovation au niveau national et international de la Suisse .
Il compte environ 280 collaborateurs et dispose d'un budget annuel de l'ordre de 4,5 milliards de francs.

## Tâches
Le SEFRI poursuit les missions suivantes :
- développer une vision stratégique globale pour la formation, la recherche et l’innovation en Suisse et élaborer la planification des prestations et des ressources de la Confédération qui l’accompagne ;
- promouvoir la participation aux réseaux internationaux et l’intégration de la Suisse dans l’espace européen et international de la formation, de la recherche et de l’innovation ;
- développer une offre de formation large et diversifiée[3] et assurer la perméabilité entre filières générales et filières professionnelles ainsi que l’équivalence de ces filières ;
- maintenir et améliorer la qualité et l’attrait de la formation professionnelle en suivant l’évolution des besoins du marché de l’emploi ;
- veiller à l’excellence et à l’efficacité de l’enseignement et de la recherche dans les hautes écoles[4],[5] ;
- promouvoir la recherche et l’innovation et coordonner les tâches et les mesures des organes de la Confédération chargés de la promotion[6] ;
- promouvoir et coordonner les activités suisses d’exploration et d’utilisation de l’espace[Quoi ?].

Le SEFRI remplit les tâches qui lui sont confiées avec le concours des cantons, des partenaires du monde professionnel, des institutions et organes des hautes écoles et des institutions et organes chargés de promouvoir la recherche et l’innovation. Il est l’interlocuteur des autorités et institutions nationales et internationales dans son domaine de compétences; il représente la Confédération dans les enceintes nationales et la Suisse dans les enceintes internationales. Il est l’organe de contact national pour la reconnaissance des qualifications professionnelles étrangères et assure la coordination entre les organes compétents. En outre, le SEFRI est chargé de reconnaître les maturités cantonales et d’établir le niveau d’équivalence des qualifications professionnelles et des diplômes et certificats étrangers délivrés dans les domaines de la formation professionnelle et des hautes écoles spécialisées.

## Ressources
Le SEFRI gère un budget annuel d’environ 4,5 milliards de francs pour l’encouragement de la formation, de la recherche et de l’innovation.

## Histoire
Le SEFRI voit le jour le 20 décembre 2012, lors de la fusion entre le Secrétariat d’État à l’éducation et à la recherche (SER, anciennement rattaché au Département fédéral de l’intérieur) et l’Office fédéral de la formation professionnelle et de la technologie (OFFT, anciennement rattaché au Département fédéral de l’économie). Il démarre ses activités le 1er janvier 2013. L’ensemble du domaine de la formation, de la recherche et de l’innovation est ainsi regroupé au sein du Département fédéral de l’économie, de la formation et de la recherche (DEFR), à l’orientation plus large.

### Directeurs
Le chef du SEFRI (du SER jusqu'en 2012) porte le titre de secrétaire d'État.
- 2019 - : Martina Hirayama[9],[10]

- 2012 - 2019 : Mauro Dell'Ambrogio[11],[12]

- 2007 - 2012 : Mauro Dell'Ambrogio (SER)

- 2005 - 2007 : Charles Kleiber